# Tomatokeftédes
Les tomatokeftédes (grec moderne : τοματοκεφτέδες) sont des beignets à base de tomate et d'herbes originaires de Grèce, notamment de l'île Santorin. Ces beignets sont servis en tant que mezzé ou lors de l'apéritif.

## Description
La tomate est un fruit emblématique de l'île de Santorin depuis la fin du XIXe siècle, où les habitants de l'île cultivent par exemple la tomate de Santorin (en), une variété de tomate cerise,. Les tomates sont concassées et assaisonnées puis dégorgées de leur eau avant d'être mélangées à de l'oignon, de la farine et diverses herbes (notamment de la menthe et du persil). La pâte formée par la préparation est ensuite frite en petits morceaux irréguliers dans de l'huile d'olive et les beignets sont servis comme mezzé ou lors de l'apéritif. Certaines versions ajoutent de la feta à la recette.